# Episodi di The Big Story (quarta stagione)
La quarta stagione della serie televisiva The Big Story è stata trasmessa in anteprima negli Stati Uniti d'America dalla NBC tra il 29 agosto 1952 e il 10 luglio 1953.
| nº | Titolo originale                                                      | Titolo italiano | Prima TV USA      | Prima TV Italia |
| -- | --------------------------------------------------------------------- | --------------- | ----------------- | --------------- |
| 1  | Emile Gauvreau of the New Haven Journal                               |                 | 29 agosto 1952    |                 |
| 2  | Paul Conway, Reporter                                                 |                 | 5 settembre 1952  |                 |
| 3  | Charles T. Beaird of the Shreveport Journal                           |                 | 12 settembre 1952 |                 |
| 4  | Jack Weeks of the Houston Chronicle                                   |                 | 19 settembre 1952 |                 |
| 5  | Episodio 4x05                                                         |                 | 26 settembre 1952 |                 |
| 6  | Episodio 4x06                                                         |                 | 3 ottobre 1952    |                 |
| 7  | Episodio 4x07                                                         |                 | 10 ottobre 1952   |                 |
| 8  | James Fuller of the Salem News                                        |                 | 17 ottobre 1952   |                 |
| 9  | Episodio 4x09                                                         |                 | 24 ottobre 1952   |                 |
| 10 | Ernest A. Warden of the Wichita Beacon of Kansas                      |                 | 7 novembre 1952   |                 |
| 11 | Harry Neigher of the Connecticut Herald                               |                 | 14 novembre 1952  |                 |
| 12 | James Kelley of the Boston Traveler                                   |                 | 1952              |                 |
| 13 | Clark Lobb of the Salt Lake Tribune                                   |                 | 1952              |                 |
| 14 | Chester Potter of the Pittsburgh Press                                |                 | 6 marzo 1953      |                 |
| 15 | J. Victor Bate of the Detroit Times                                   |                 | 1952              |                 |
| 16 | Joe Saldana of the Los Angeles Daily News                             |                 | 19 dicembre 1952  |                 |
| 17 | Ben Murray of the LA News                                             |                 | 26 dicembre 1952  |                 |
| 18 | Patricia Leeds of the Chicago Tribune                                 |                 | 2 gennaio 1953    |                 |
| 19 | John A. Corkery of the Aurora Beacon News of Illinois                 |                 | 9 gennaio 1953    |                 |
| 20 | Houston Chronicle Story                                               |                 | 16 gennaio 1953   |                 |
| 21 | Episodio 4x21                                                         |                 | 1953              |                 |
| 22 | Wilson McGee of the Orlando Star-Sentinel                             |                 | 1953              |                 |
| 23 | Edward L. Blake of the Jackson Daily News                             |                 | 1953              |                 |
| 24 | Episodio 4x24                                                         |                 | 1953              |                 |
| 25 | Jim Hart of the Tucson Daily Star                                     |                 | 1953              |                 |
| 27 | Marguerite Brown of the Idaho Free Press                              |                 | 5 giugno 1953     |                 |
| 28 | Joe Dineen of the Boston Globe & Lawrence Goldberg of the Boston Post |                 | 12 giugno 1953    |                 |
| 29 | William J. Miller of the Cleveland Ohio Press                         |                 | 19 giugno 1953    |                 |
| 30 | Jack Adams of the Los Angeles Examiner                                |                 | 26 giugno 1953    |                 |
| 31 | Bill Bailey of the Harlingen Texas Valley Morning Star                |                 | 3 luglio 1953     |                 |
| 32 | Ralph Cropper of the Philadelphia Inquirer                            |                 | 10 luglio 1953    |                 |